# Manoir de la Beunêche
Le Manoir de la Beunêche est un manoir situé à Roézé-sur-Sarthe, dans la région historique du Maine, en France.

## Description
Le corps de logis possède au sud une façade Renaissance, du milieu du XVIe siècle, ornée de sculptures. 
L'un des côtés du bâtiment reste inachevé, tandis que l'autre est flanqué d'une tour d'angle couronnée d'une ligne de consoles. 
Le logis est agrémenté d'un pavillon quadrangulaire sur sa façade nord.

## Historique
L'édifice est classé au titre des monuments historiques depuis le 24 avril 1950.